# Cinclus pallasii
El mirlo acuático pardo o mirlo acuático castaño (Cinclus pallasii) es una especie de ave paseriforme de la familia Cinclidae nativa de las montañas de Asia meridional y central. Su epónimo conmemora al naturalista alemán —activo en Rusia— Peter Simon Pallas (1741-1811).

## Descripción
La especie llega a medir 22 cm (8.7 pulgadas) y pesar 87 gramos (3.1 onzas), es el más grande de los mirlos. Esta especie, que no es fácil de observar, se encuentra a medición de elevaciones bajas donde fluyen arroyos de montaña.

## Comportamiento y ecología
El mirlo acuático pardo puede alimentarse por medio de buceo en corrientes de agua para comer organismos bentónicos más grandes, o por vadear en las partes menos profundas de los arroyos y recoger organismos más pequeños de la parte inferior. Los adultos podrán bucear en busca de alimento a partir de diciembre hasta abril, que es cuando hay organismos bentónicos más grandes. Dado que en este período es también la época de reproducción, se requiere de más alimento, así es necesario bucear por mucha más comida. Sin embargo, los adultos se alimentarán picando y recogiendo del fondo de la corriente por el resto del año. Los polluelos y volantones también se alimentan por medio de buceo. Una población pequeña invernada en un balneario en las montañas Suntar-Khayata de Siberia se alimenta bajo el agua cuando las temperaturas del aire caen por debajo de -55 °C.

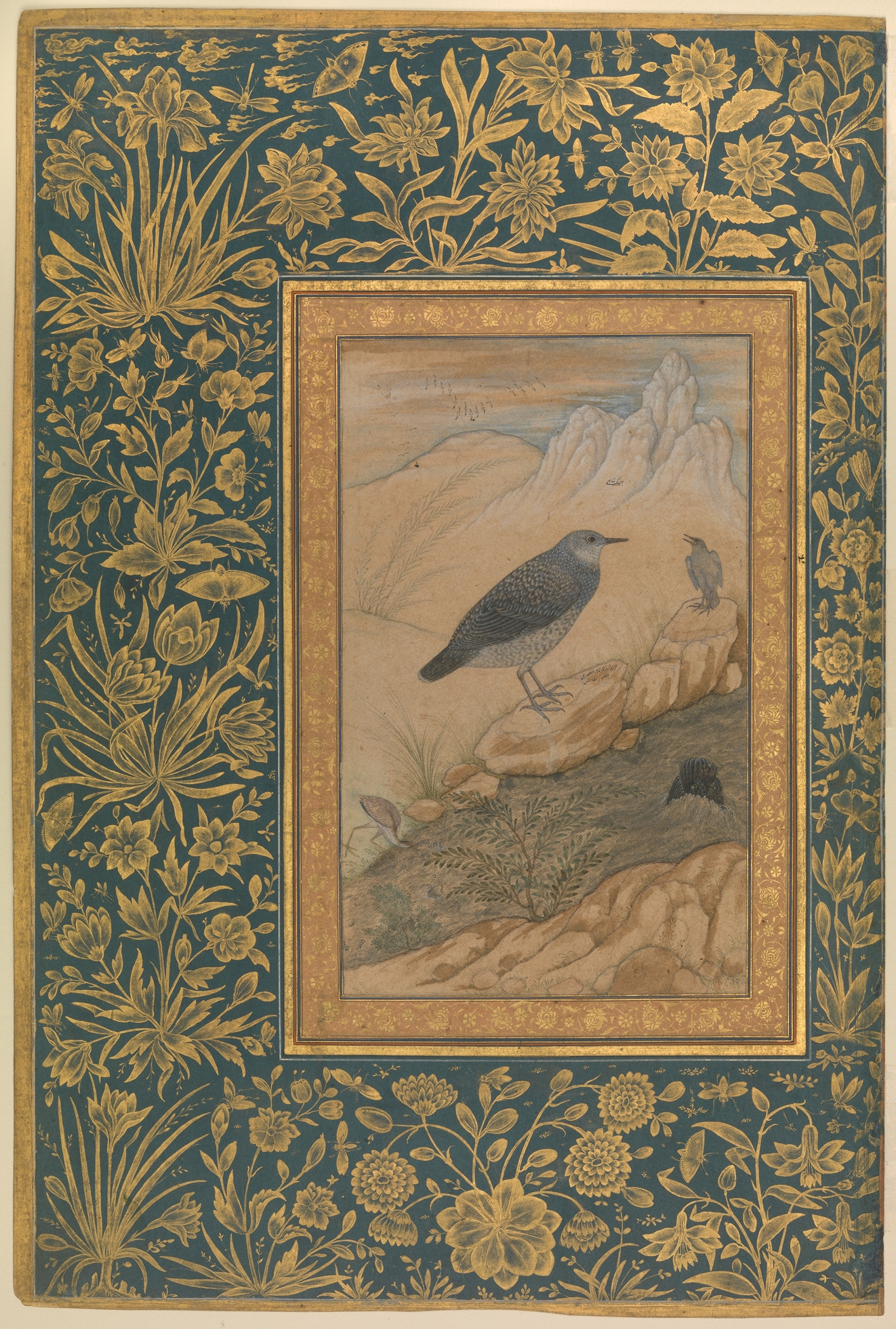
Mural de la era mogol de un mirlo acuático pardo (c. 1620, por Ustad Mansur) en el Museo Metropolitano de Arte.
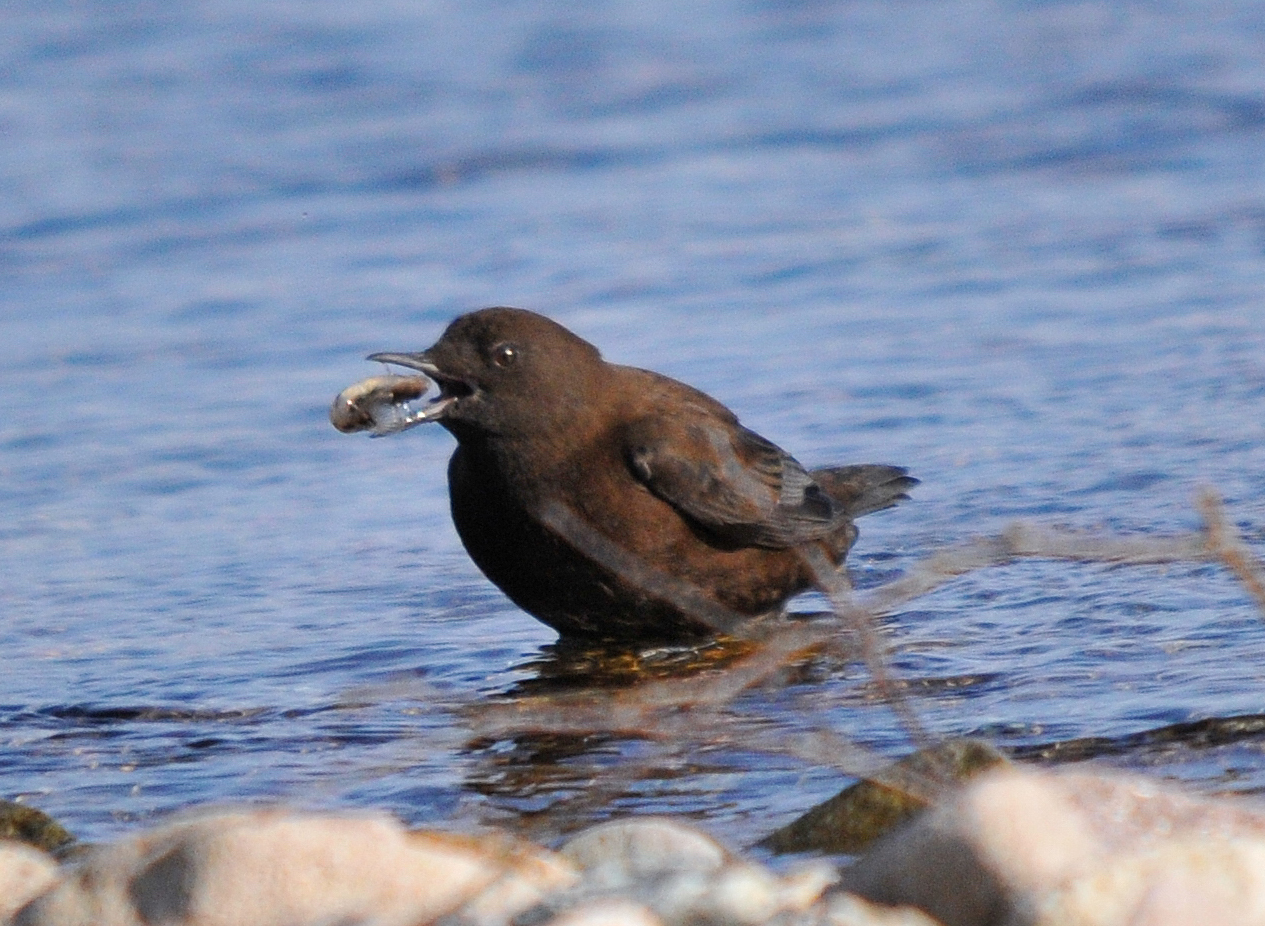
Capturando un pez.
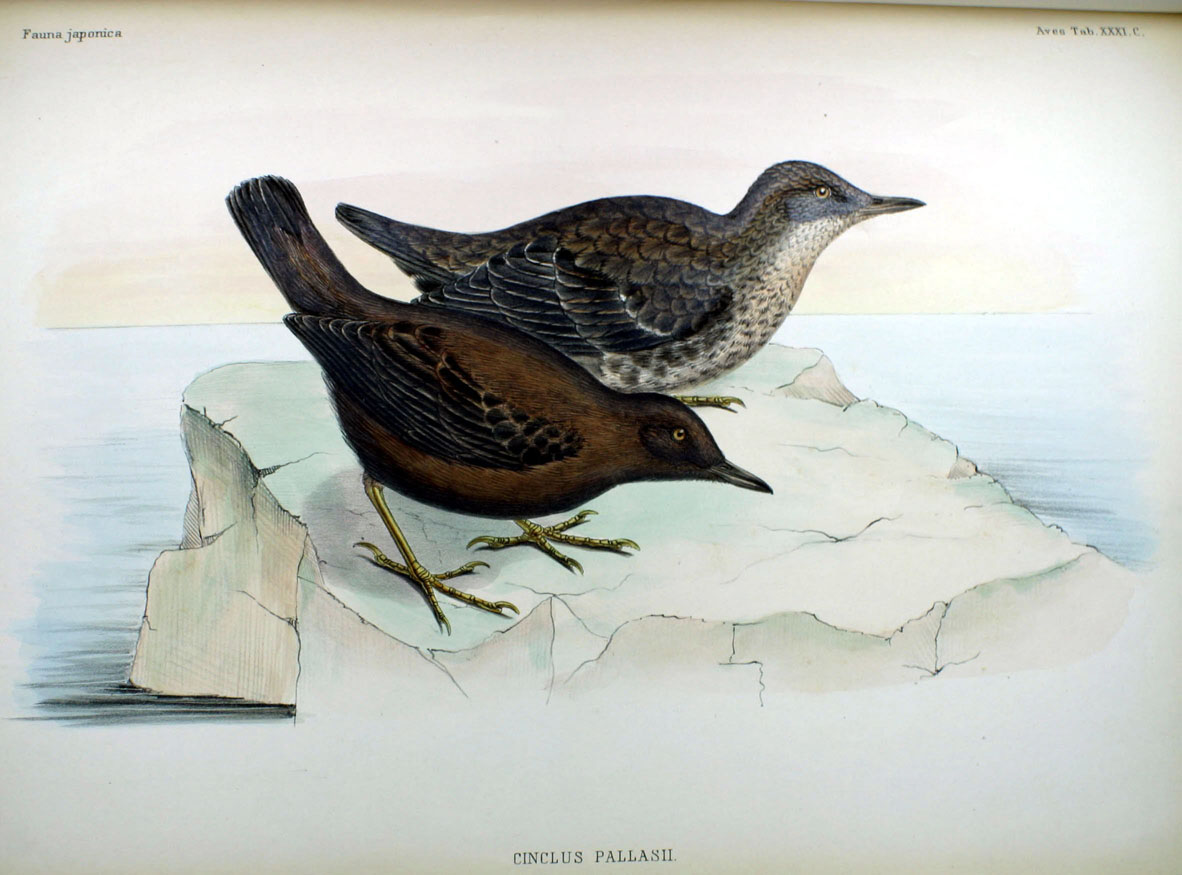
Ilustración en Fauna Japonica.
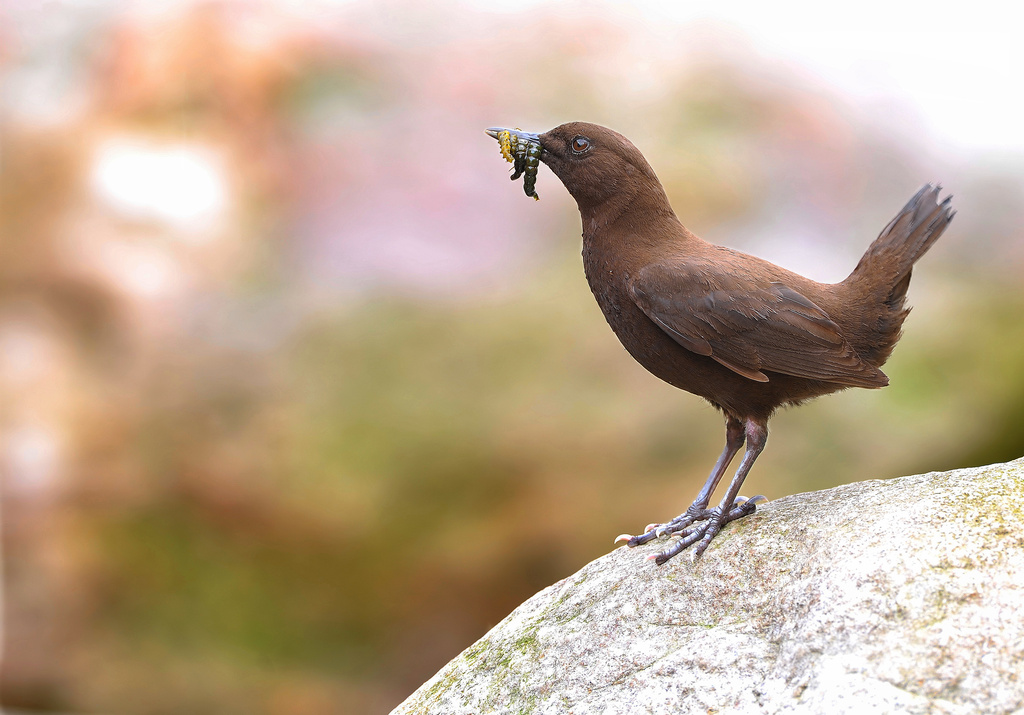
Con una oruga.